# Захаєв Лечі
Лечі Захаєв (нар. 1936, Ачхой-Мартан) — чеченський радянський передовик сільськогосподарського виробництва; повний кавалер ордена Трудової Слави. Народний депутат СРСР.

## Біографія
Народився у 1936 році в селі Ачхой-Мартані (нині Ачхой-Мартановський район Чечні, Російська Федерація) в чеченській селянській сім'ї. 1944 року із сім'єю був депортований до Казахської РСР.
З 1952 року працював колгоспником у колгоспі «Перемога» Тельманського району Карагандинської області Казахстану. У 1957 році повернувся до Чечні і став працювати у радгоспі «Лермонтовському» трактористом, ланковим кукурудзницької ланки. Закінчив середню школу. Вступив до КПРС. У грудні 1976 року призначений начальником механізованого загону. Неодноразово його загін отримував високі врожаї.

## Нагороди, вшанування
Нагороджений орденами:
- Трудового Червоного Прапора (23 червня 1966);
- Леніна (8 квітня 1971);
- Жовтневої Революції (7 грудня 1973);
- Трудової Слави ІІІ ступеня (23 грудня 1976; № 163 797);
- Трудової Слави ІІ ступеня (13 березня 1983; № 9 911);
- Трудової Слави І ступеня (28 серпня 1986; № 547).

У селі Ачхой-Мартані його іменем названо вулицю.